# Glaucium acutidentatum
Glaucium acutidentatum là một loài thực vật có hoa trong họ Anh túc. Loài này được Hausskn. & Bornm. mô tả khoa học đầu tiên năm 1894.